# Deus (cartes)
Pour les articles homonymes, voir Deus.
Deus est un jeu de cartes à collectionner créé en 1996. Les cartes, appelées Trad's, mettent en scène les dieux et déesses de différentes civilisations à travers le monde. Chaque déité possède une force notée de 2 à 7 et une arme sacrée.
La série 1 correspond à la première collection de cartes qui est sortie dans le commerce. La série 2, sortie en 1997, inclut de nouvelles cartes et de nouvelles règles.

## Règle du jeu

### But du jeu
Chaque joueur doit gagner les Trad's mis en jeu de son adversaire.

### Matériel
Chacun des joueurs choisit cinq Trad's parmi sa collection. Ces cartes vont celles qui vont être utilisées pendant la partie. Ils peuvent composer leur jeu à partir des cartes représentant des dieux, appelées Figure mythique, ou des cartes spéciales (Sortilège ou Bouclier Divin (apparu avec la Série 2)).

### Déroulement

#### Première formule
Le jeu se déroule en trois phases :
- Les trahisons divines

Chaque joueur tient en main les cinq cartes qu'il a choisies au préalable. Chacun va tirer une des cartes au hasard dans la main de l'autre joueur.
Celui qui tire le Trad's avec la plus grande force conserve le sien et remporte celui de son adversaire. Si les forces sont égales, ou si une carte Sortilège est tirée, les joueurs tirent une nouvelle carte.
Le gagnant pose ensuite une figure mythique face visible sur au centre de la table.
- Le combat mythique

Cette phase permet aux joueurs de gagner les cartes de leur adversaire grâce au Pouvoir 9.
Le joueur qui a perdu pendant la première phase commence le combat en posant une nouvelle carte face cachée à côté de la carte visible et annonce toujours Pouvoir 9.
Son adversaire doit alors deviner si la somme des deux cartes est égale à neuf, en disant « Mytho » (Tu mens) ou « Pas Mytho » (Je te crois).
La carte face cachée est alors retournée et les joueurs vérifient la somme des forces.
Celui qui a réussi à tromper son adversaire remporte la mise.
Si aucun joueur n'a réussi à tromper l'autre, c'est la force de l'arme sacrée du dieu qui les départage.
Si le joueur ne veut pas répondre, il peut décider de surenchérir : il pose une nouvelle carte face cachée sur celle de son adversaire et annonce Pouvoir 9. Ainsi, la mise augmente et c'est à l'autre joueur de deviner ou de surenchérir.
- L'apocalypse

Quand un joueur remporte la mise, il annonce DEUS et récupère les cartes.
Cependant, son adversaire peut jouer une carte Sortilège et le combat reprend.

#### Nouvelle formule
Cette formule a été annoncée lors de la sortie de la Série 2.
La première phase a été supprimée et deux nouveaux pouvoirs sont apparus : Pouvoir 7 et Pouvoir 13, reprenant les principes du Pouvoir 9.
Après l'utilisation d'une carte Sortilège, l'autre joueur peut utiliser une carte Bouclier divin qui permet d'annuler son effet et de remporter tous les Trad's misés.

### Fin de partie et vainqueur
La partie s'achève lorsqu'un joueur n'a plus de Trad's en main.

## Cartes

### Types des cartes
Les cartes utilisées sont appelées Trad's. Elles peuvent être réparties en six catégories :
- Les figures mythiques sont les cartes représentant des dieux.
- Les sortilèges empêchent la fin d'un combat.
- Les sacrifices sont échangeables contre 3 Trad's perdus.
- Les boucliers divins annulent l'effet des sortilèges et permettent de remporter tous les Trad's misés.
- Le sceau divin est une carte qui permet de remporter tous les Trad's de son adversaire.
- Les sanctuaires ne sont pas utilisées pendant le jeu, et permettent uniquement de découvrir l'univers des temples des différentes mythologies.

Ces quatre dernières catégories sont apparues avec la série 2.

### Les armes sacrées
Chaque figure mythique se voit attribuer une arme sacrée. Il en existe douze types, toutes étant reparties au sein de chaque mythologie.
| Classement | Arme sacrée |
| ---------- | ----------- |
| 1er        | Foudre      |
| 2e         | Déluge      |
| 3e         | Dragon      |
| 4e         | Feu         |
| 5e         | Hache       |
| 6e         | Épée        |
| 7e         | Marteau     |
| 8e         | Lance       |
| 9e         | Arc         |
| 10e        | Dague       |
| 11e        | Massue      |
| 12e        | Poison      |